# Terzo di Aquileia
Ne doit pas être confondu avec Terzo.
Terzo d'Aquileia est une commune italienne de la province d'Udine, dans la région Frioul-Vénétie Julienne.

## Administration
| Période                                  | Période | Identité | Étiquette | Qualité |
| ---------------------------------------- | ------- | -------- | --------- | ------- |
|                                          |         |          |           |         |
| Les données manquantes sont à compléter. |         |          |           |         |

### Hameaux
San Martino

### Communes limitrophes
Aquilée, Cervignano del Friuli, Grado, Torviscosa, Villa Vicentina